# David G. Perkins

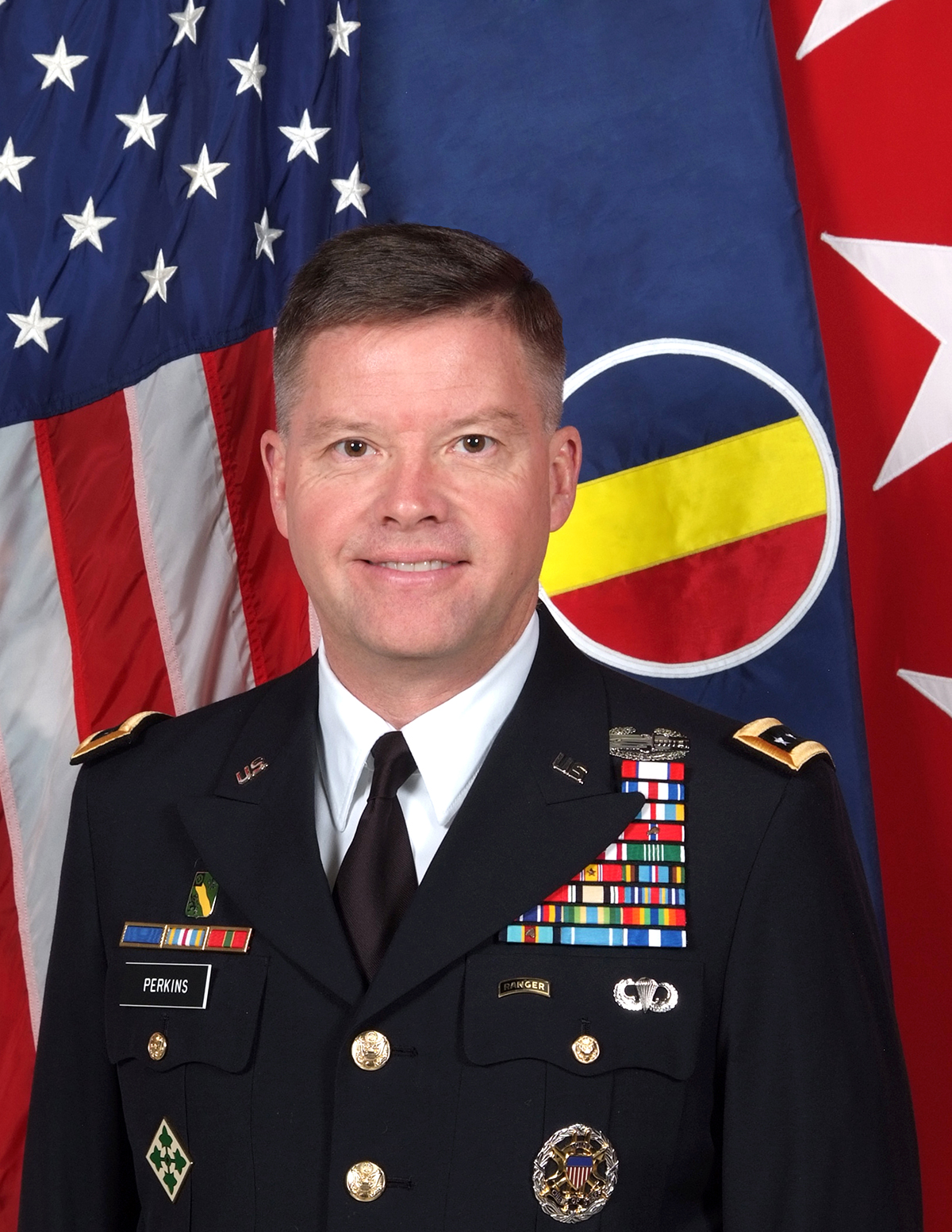
David G. Perkins (2015)

David Gerard Perkins (* 12. November 1957 in New Hampshire) ist ein pensionierter General der United States Army und ehemaliger Kommandeur des United States Army Training and Doctrine Command in Virginia.
Perkins schloss seine Ausbildung an der Militärakademie West Point 1980 ab und war Zugführer und Kompaniechef von Einheiten in den USA, Europa und dem Mittleren Osten, dazu kamen Stabsverwendungen als stellvertretender Stabschef der US Army Europe sowie als Assistent des Sprechers des Repräsentantenhauses. Im Irak-Einsatz war er Kommandeur der 2. Brigade als Teil der 3. Infanterie-Division, die im Rahmen der Operation Iraqi Freedom 2003 unter anderem Bagdad einnahm. Perkins warb dabei bei seinen Vorgesetzten erfolgreich für eine risikoreichere Strategie, bei der seine Einheiten über den „Highway 8“ direkt ins Zentrum von Bagdad vorrückten, um so eine verlustreiche, längere  Belagerung zu vermeiden. Er wurde für seinen Beitrag mit dem Silver Star ausgezeichnet.
Zwischen 2009 und 2011 kommandierte er die 4. Infanterie-Division und von November 2011 bis Februar 2014 war Perkins in Kansas Kommandeur des United States Army Combined Arms Center, am 14. März 2014 übernahm er sein Kommando bei TRADOC, das er bis 2018 innehatte. Anschließend ging er in den Ruhestand.